# 피에트로 라바
피에트로 라바(이탈리아어: Pietro Rava ˈpjɛːtro ˈraːva[*]; 1916년 1월 21일, 피에몬테 주 알레산드리아 ~ 2006년 11월 5일, 피에몬테 주 토리노)는 이탈리아의 전 축구 수비수이자 감독으로, 현역 시절 측면 수비수를 맡았다. 그는 이탈리아 국가대표팀 일원으로 1936년 하계 올림픽과 1938년 월드컵을 우승했다.

## 클럽 경력
라바는 알레산드리아 도 카시네 출신으로, 알레산드리아(1946–1947), 유벤투스(1935–1946, 1947–1950), 그리고 노바라(1950–1952)에서 활약했다. 그는 1937-38 시즌과 1941-42 시즌에 코파 이탈리아를 2번 우승했고, 1934-35 시즌과 1949-50 시즌에는 방패(scudetti)를 두 번 획득했다. 그는 1947년부터 1950년까지 유벤투스 주장을 역임하기도 했다. 그는 총 352번의 세리에 A 경기에 출전해(유벤투스 303경기 출전 포함) 15골을 기록했다.

## 국가대표팀 경력
라바는 1935년부터 1946년까지 이탈리아 국가대표팀 경기에 30번 출전해 단 1경기만을 패했고, 1940년에는 이탈리아 국가대표팀 주장도 역임했다. 그는 1936년 하계 올림픽에서 금메달을 목에 걸기도 했고, 1938년 월드컵도 우승했다. 호사가의 말에 의하면, 1938년 결승전을 앞두고 이탈리아의 파시스트 총리 베니토 무솔리니가 "이기거나 죽어라!"(Vincere o morire!)라는 전보를 선수단에 보냈다는 소문이 돌았다. 그러나, 이 전보에 대한 기록은 없고, 라바 또한 회견에서 "아니오, 아니오, 아니오, 그 얘기는 사실이 아닙니다. 그는 행운을 빈다는 전보를 보냈지, '이기거나 죽어라'같은 전보를 보내지 않았습니다."라며 부인했다. 라바는 월드컵 종료 후, 1938년 월드컵 대회의 선수단에 이름을 올렸다. 그는 알프레도 포니, 세르조 베르토니, 그리고 우고 로카텔리와 함께 라바는 하계 올림픽과 월드컵을 모두 석권한 4명밖에 되지 않는 선수이기도 하다.

## 은퇴 후
그는 감독으로서 삼프도리아, 팔레르모, 파도바, 몬차, 알레산드리아, 노바라, 카라레사, 그리고 쿠네오를 지도했다.
2006년 11월 5일, 1938년 월드컵 우승 주역들 중 가장 마지막까지 살아 있던 라바는 토리노에서 며칠 전 오른쪽 넙다리뼈 골절 수술을 받고 영면에 들었다. 그는 몇 년 동안 알츠하이머병으로 투병한 것으로 알려졌다. 유벤투스는 나폴리와의 이튿날 세리에 B 경기에서 그를 추모하기 위해 완장을 차고 경기에 출전할 것임을 발표했다.

## 수상

### 클럽
유벤투스
- 세리에 A
  - 우승: 1934–35, 1949–50
  - 준우승: 1937–38, 1946–47
- 디비시오네 나치오날레 준우승: 1945–46
- 코파 이탈리아: 1937–38, 1941–42

### 국가대표팀
이탈리아
- 올림픽 금메달: 1936
- 월드컵: 1938

### 개인
- 1938년 월드컵 대회의 선수단[9]